# 18004 Крістосек
18004 Крістосек (18004 Krystosek) — астероїд головного поясу, відкритий 12 травня 1999 року.
Тіссеранів параметр щодо Юпітера — 3,602.